# Хунвейбины
Хунвейби́ны, хунвэйбины (кит. трад. 紅衛兵, упр. 红卫兵, палл. хунвэйбин, буквально: «красногвардейцы») — члены созданных в 1966—1967 годах отрядов студенческой и школьной молодёжи в Китае, одни из наиболее активных участников Культурной революции наряду с цзаофанями и другими.
Термин «хунвэйбин» использовался в советских средствах массовой информации, в советских словарях был зафиксирован в 1988 году.
Отряды хунвейбинов были созданы для борьбы с противниками Мао Цзэдуна во время проведения культурной революции, начавшейся с лозунга «огонь по штабам». Хунвейбинские группировки юридически считались автономными и действовавшими в соответствии с собственным пониманием марксизма; в действительности они действовали согласно общим указаниям Мао и некоторых других лидеров партии. Хунвейбинские группировки отличались крайним пренебрежением к традиционной культуре, крайней жестокостью по отношению к своим врагам и неуважением к правам человека. Они использовались властями для репрессий и подавления свобод. Впоследствии деятельность хунвейбинов была резко осуждена не только мировой общественностью, но и в Китае.
Часть хунвейбинов была детьми зажиточных людей и кадровых работников, бо́льшая же часть была детьми рабочих и крестьян. В соответствии с этим организации хунвейбинов делились на «красных» (условно «дети богатых») и «чёрных» (условно «дети бедных»). Между этими группировками возникали серьёзные противоречия.

## История
Название «красные охранники» хунвейбины получили по именованию молодёжной организации при университете Цинхуа, которой Мао отправил одобрительное послание 1 августа 1966 года.
«Постановление ЦК КПК о Великой пролетарской культурной революции» от 8 августа 1966 года сообщало:
Отважным застрельщиком выступает большой отряд неизвестных дотоле революционных юношей, девушек и подростков. Они напористы и умны. Путём полного высказывания мнений, полного разоблачения и исчерпывающей критики с помощью «дацзыбао» («газет, написанных большими иероглифами») и широких дискуссий они повели решительное наступление на открытых и скрытых представителей буржуазии. В таком великом революционном движении им, разумеется, трудно избежать тех или иных недостатков. Однако их революционное главное направление неизменно остаётся правильным. Таково главное течение великой пролетарской культурной революции, таково главное направление, по которому она продолжает двигаться вперёд.
Хунвейбины подвергали «критике» (то есть унижениям и физическому насилию, как правило, публичному) так называемых «облечённых властью и идущих по капиталистическому пути», «чёрных ревизионистов», «противников Председателя Мао», профессоров и интеллигентов; 
уничтожали культурные ценности в ходе кампании «Сокрушить четыре пережитка»; осуществляли массовую критику с помощью дацзыбао (стенгазет).
Советский журналист М. И. Яковлев, работавший в то время в Китае, приводит содержание «доклада» хунвэйбинов о событиях в Циндао, где студенты местного медицинского института в августе 1966 года расправились с сотрудниками городской больницы, а затем и с первым секретарём горкома КПК, вставшим на сторону избитых:

Повод для расправы — «борьба с антипартийной, антисоциалистической» сотрудницей больницы Чжан Сювэнь. Поздно вечером 24 августа, не найдя её в больнице, студенты объявили девять других работников «монархистами» и учинили над ними расправу. Они требовали от них признания Чжан Сювэнь «антипартийным, антисоциалистическим элементом». «Застрельщики революции» измазали жертвы краской, что должно было означать «нечисть». Одним надели шутовские колпаки, на грудь повесили бирки: «Я — нечисть» — и заставили прыгать, а других поставили на колени и били по пяткам. Расправа длилась три часа. <…>
В «докладе» далее говорится, что «революционные учащиеся» применяли самые разнообразные методы извращённых физических истязаний, чтобы добиться от жертв нужных им признаний. Они затаскивали человека в тёмную комнату и били, а затем спрашивали, является ли он «агентом горкома». Если тот отрицал, издевательства продолжались. Истязуемого выволакивали во двор, ставили на табуретку под палящее солнце с согнутой спиной и вытянутыми вперёд руками, приговаривая при этом: «Солнце Мао Цзэдуна, пали нечисть». Затем хунвейбины выбивали табуретку из-под ног, вновь затаскивали в комнату и били; терявших сознание кололи иглами. Арестованным не давали ни есть, ни пить.

1 июня 1966 года после прочтения по радио дацзыбао, сочинённого Не Юаньцзы, преподавательницей философии пекинского университета: «Решительно, радикально, целиком и полностью искореним засилье и зловредные замыслы ревизионистов! Уничтожим монстров — ревизионистов хрущёвского толка!» — миллионы школьников и студентов организовались в отряды и без труда начали выискивать подлежащих искоренению «монстров и демонов» среди своих преподавателей, университетского руководства, а затем среди местных и городских властей, которые пытались защищать преподавателей. На «классовых врагов» вешали дацзыбао, напяливали шутовской колпак, иногда надевали унизительные лохмотья (чаще на женщин), раскрашивали лица чёрными чернилами, заставляли лаять по-собачьи; им приказывали идти нагнувшись или ползти. 
Отряды хунвейбинов отрезали косы и сбривали крашеные волосы у женщин, раздирали слишком узкие брюки, обламывали высокие каблуки на женской обуви, разламывали пополам остроносые туфли, заставляли владельцев магазинов и лавок менять название. Хунвейбины останавливали прохожих и читали им цитаты Мао Цзэдуна, обыскивали дома в поисках «доказательств» неблагонадёжности хозяев, реквизируя при этом деньги и ценности.
Роспуск 26 июля 1966 учащихся всех школ и университетов на шестимесячные каникулы способствовал разгулу молодёжи и пополнению рядов хунвейбинов дополнительными 50 миллионами несовершеннолетних учащихся.
Новый министр общественной безопасности Се Фучжи заявил перед собранием сотрудников китайской милиции: «Мы не можем зависеть от рутинного судопроизводства и от уголовного кодекса. Ошибается тот, кто арестовывает человека за то, что он избил другого… Стоит ли арестовывать хунвейбинов за то, что они убивают? Я думаю так: убил так убил, не наше дело… Мне не нравится, когда люди убивают, но если народные массы так ненавидят кого-то, что их гнев нельзя сдержать, мы не будем им мешать… Народная милиция должна быть на стороне хунвейбинов, объединиться с ними, сочувствовать им, информировать их…»
В университете города Сямынь в провинции Фуцзянь вывесили дацзыбао следующего содержания: «Некоторые [преподаватели] не выдерживают собраний критики и борьбы, начинают плохо себя чувствовать и умирают, скажем прямо, в нашем присутствии. Я не испытываю ни капли жалости ни к ним, ни к тем, кто выбрасывается из окна или прыгает в горячие источники и гибнет, сварившись заживо».
Министерство транспорта осенью 1966 года выделило хунвейбинам бесплатные поезда для разъездов по стране с целью «обмена опытом».
Хунвейбины сожгли декорации и костюмы к спектаклям Пекинской оперы: в театрах должны идти только написанные женой Мао «революционные оперы из современной жизни»; в течение десяти лет они были единственным жанром сценического искусства, разрешённым официальной цензурой. 
Хунвейбины громили и жгли храмы и монастыри, снесли часть Великой китайской стены, употребив вынутые из неё кирпичи на постройку «более необходимых» свинарников.
После уханьского инцидента апреля 1967 года когда армия открыто выступила против хунвейбинов, стала очевидна их слабость. Несмотря на официальное осуждение инцидента, осенью 1967 года Мао сам применил армию против хунвейбинов, которых он теперь изобличал как «некомпетентных» и «политически незрелых». 
Иногда хунвейбины оказывали сопротивление армии. Так, 19 августа в город Гуйлинь после долгой позиционной войны вошли 30 тысяч солдат и бойцов народной крестьянской милиции и в течение шести дней в городе истребили почти всех хунвейбинов. Мао угрожал, что если хунвейбины будут драться с армией, убивать людей, «разрушать транспортные средства» или «жечь костры», они будут «уничтожены».
В сентябре 1967 года отряды и организации хунвейбинов самораспустились. Пятеро главарей хунвейбинов вскоре были высланы работать на свиноферме в глубокой провинции. 
27 апреля 1968 года нескольких руководителей «бунтарей» в Шанхае приговорили к смерти и публично расстреляли. 
Осенью 1967 г. миллион молодых людей (а в 1970 году 5,4 миллиона) были сосланы в отдалённые районы, многие пробыли там более десяти лет.

Редакция «Комсомольской правды» просила Михаила Шолохова дать статью о движении хунвейбинов, однако тот отказался, по словам собкора газеты, ответив: 
…Сам я не знаю, что там происходит. Мне говорили, что идёт борьба с бюрократией. Жестокая, азиатская.